# Savinja Grušovlje - Petrovče
Savinja Grušovlje - Petrovče este o arie protejată (arie specială de conservare — SAC, sit de importanță comunitară — SCI) din Slovenia întinsă pe o suprafață de 464,18 ha, integral pe uscat.

## Localizare
Centrul sitului Savinja Grušovlje - Petrovče este situat la coordonatele 46°14′32″N 15°06′55″E / 46.2423°N 15.1152°E.

## Înființare
Situl Savinja Grušovlje - Petrovče a fost declarat sit de importanță comunitară în aprilie 2013 pentru a proteja 6 specii de animale. Situl a fost protejat și ca arie specială de conservare în aprilie 2015.

## Biodiversitate
Situată în ecoregiunile alpină și continentală, aria protejată conține 2 habitate naturale: Râuri de munte și vegetația lor lemnoasă cu Salix elaeagnos, Păduri aluvionare cu Alnus glutinosa și Fraxinus excelsior (Alno-Padion, Alnion incanae, Salicion albae).
La baza desemnării sitului se află mai multe specii protejate:
- mamifere (2): vidră de râu (Lutra lutra), liliacul mic cu potcoavă (Rhinolophus hipposideros)
- nevertebrate (2): Austropotamobius torrentium, fluturele-tigru (Callimorpha quadripunctaria)
- pești (2): Barbus meridionalis, lostriță (Hucho hucho)